# 哈瓦那主教座堂
哈瓦那主教座堂，全称哈瓦那圣母无玷始胎主教座堂（Catedral de la Virgen María de la Concepción Inmaculada de La Habana）是天主教哈瓦那总教区的主教座堂，主保聖人為圣母瑪利亞以及圣基道霍（San Cristóbal）。它是古巴哈瓦那旧城主教座堂广场最突出的建筑。
该堂由耶稣会始建于1748年，坐落在沼泽广场（Plaza de La Ciénaga）。後於1982年被聯合國教科文組織宣布世界遺產。

## 設計
哈瓦那主教座堂的巴洛克立面设计为非对称式，其双塔中一个比另一个宽。古巴作家阿莱霍·卡彭铁尔将该堂描述为“石头的音乐”。

## 外部連結
- Digital Photographic Archive of Historic Havana （页面存档备份，存于）
- Panoramic Virtual Tour in Cathedral Square
- "San Cristóbal Cathedral" picture gallery